# ياسين باشا الخضيري
ياسين باشا الخضيري (1862 - 10 حزيران 1946)، تاجر وسياسي عراقي، عُيّن مستشاراً لغرفة تجارة بغداد في 30 تشرين الأول سنة 1910، ثم رئيساً لها في آخر الحكم العثماني، وبعد الاحتلال البريطاني للعراق، أبعدوه إلى الهند، ثم صار عضو مجلس الأعيان في المملكة العراقية، ثم نائباً لرئيس مجلس الأعيان في 27 شباط سنة 1937، وانتهت عضويته في تشرين الأول سنة 1937، ثم عُيّن مرة أخرى عضواً لمجس الأعيان سنة 1939 ثم سنة 1943، وهو الذي أسّس إسالة الماء في بغداد سنة 1907، وترأّس مجلس إدارة شركة ترام الكاظمية، وهو ابن التاجر البغدادي الثري (الحاج عبد الرزاق جلبي ال الخضيري) بن ياسين بن عمر بن أحمد بن محمد أمين بن ملاخضر بن محمد بن بجلي من آل سبهان من طلال من آل جعفر من عبدة من شمر).[بحاجة لمصدر]
ساهم مع أشقائه عبد الجبار جلبي الخضيري وقاسم باشا الخضيري وعبد القادر باشا الخضيري بالحد من سيطرة الشركات الأجنبية في العراق، فقاموا بتأسيس شركة الخضيري للنقل النهري للحد من استحواذ شركة «لنج» البريطانية على النقل النهري